# Jesse Jane
Jesse Jane   (Fort Worth, 16 de juliol de 1980 - Moore, 24 de gener de 2024), més coneguda pel nom artístic de Cindy Taylor, va ser una model de fotografia eròtica i una actriu pornogràfica estatunidenca. En la seva carrera, amb prou feines va rodar al voltant de 60 pel·lícules a causa del contracte en exclusiva que la unia, des dels seus inicis, amb la productora Digital Playground.

## Biografia
Encara que va néixer a Fort Worth, Jane va haver de mudar-se i viatjar per diversos llocs del sud i centre dels Estats Units durant la seva infància a causa del treball del seu pare, que era militar. Al col·legi i a l'institut acudia a classes de ball, era animadora i jugava al futbol. Després d'acabar l'institut, Jane va començar a treballar com a model. Va tornar a la seva llar, a Arlington, i allí va començar a treballar per a la cadena de restaurants Hooters, convertint-se en directora regional i apareixent en un dels seus anuncis de televisió, a més de convertir-se en model per a la coneguda cadena de restaurants. També va esdevenir model per a la cadena de cosmètics Hawaian Tropic. Va participar com a extra en la pel·lícula de Baywatch:Hawaiian Wedding i va guanyar el premi a la fotogènia de l'organització American Dreams Pageant.

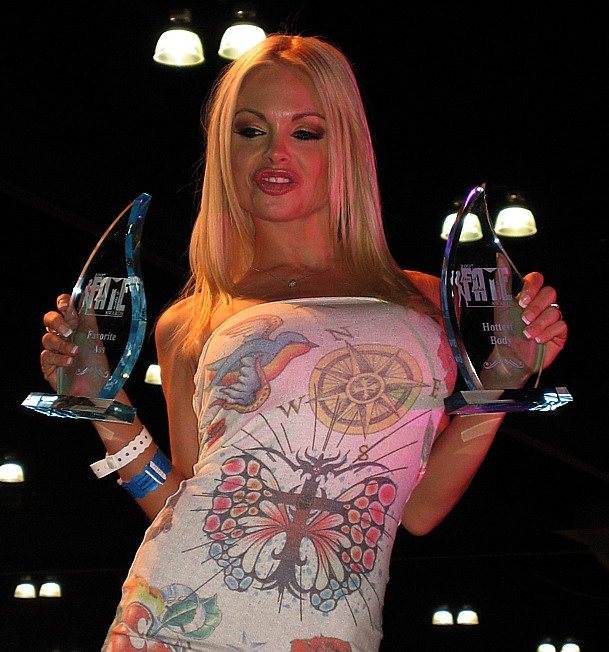
Jesse Jane amb dos Premis F.A.M.I. el 2007

Jane volia prosperar en la seva carrera com a model de biquinis quan va llegir un article sobre l'actriu porno Tera Patrick que li va agradar molt. Va decidir visitar la seva pàgina web i va veure que aleshores Tera Patrick treballava sota contracte exclusiu amb la productora Digital Playground. El 2002, Jane va decidir que també volia ser actriu porno, va contactar amb Digital Playground i, malgrat que no tenia cap experiència en la indústria del porno, la productora va decidir oferir-li un contracte exclusiu. Durant la seva carrera com a actriu porno, va treballar únicament per a la productora Digital Playground fins a 2014 i, de començar essent una completa desconeguda en signar el seu contracte, va arribar a convertir-se en una de les estrelles porno amb més reconeixement. També va fer nombroses aparicions en revistes pornogràfiques com ara Hustler i en diverses revistes no pornogràfiques de tot el món.
També va aparèixer en un videoclip i en la portada del disc Desensitized del grup Drowning Pool i va mantindre relacions sentimentals amb els músics Kid Rock i Tommy Lee. Va ser presentadora del programa de Playboy TV anomenat Naughty Amateurs Home Videos.